# Vanillato monoossigenasi
La vanillato monoossigenasi è un enzima appartenente alla classe delle ossidoreduttasi, che catalizza la seguente reazione:
vanillato + O2 + NADH + H+ ⇄ 3,4-diidrossibenzoato + NAD+ + H2O + formaldeide
Il vanillato è il sale che deriva dall'acido vanillico (acido 4-idrossi-3-metossibenzoico), a sua volta una forma ossidata della vanillina. La reazione di prima si può anche riscrivere così con le specie molecolari:
 + O2 + NADH + H+ {\displaystyle \rightleftharpoons }  + NAD+ + H2O + .
L'enzima è parte della via di degradazione della vanillina in Arthrobacter sp.